# Hans-Bert Matoul
Hans-Bert Matoul (Langeln (Sajonia Anhalt), 2 de junio de 1945 – Wernigerode, 17 de agosto de 2025) fue un futbolista alemán que jugó en la posición de delantero.

## Carrera

### Club
| Periodo   | Club                     | Apariciones | Goles |
| --------- | ------------------------ | ----------- | ----- |
| 1965–1971 | FC Sachsen Leipzig       | 82          | 22    |
| 1971–1974 | 1. FC Lokomotive Leipzig | 74          | 35    |

### Selección nacional
Jugó para Alemania Democrática en tres ocasiones en 1974 y anotó un gol, pero no jugó en el mundial de Alemania 1974.

## Logros
- Goleador de la DDR-Oberliga en 1973/74 (20 goles).[3]